# Parti de l'avancement de la liberté
Le Parti de l'avancement de la liberté (PAL, en coréen : 자유선진당, Jayu Seonjin-dang) est un parti conservateur de Corée du Sud, créé par un ancien membre du grand parti national (GPN), Lee Hoi-chang, après sa bonne performance à l'élection présidentielle de 2007. Lee Hoi-chang avait déjà failli remporter la présidentielle de 2002 en tant que candidat du GPN.
Le 12 février 2008, ce parti intègre en son sein le Parti du peuple d'abord. Remportant 6 % des voix aux législatives de 2008, le PAL occupe 18 sièges au parlement sud-coréen, ce qui fait de lui le troisième parti politique du pays.
Aux élections locales du 2 juin 2010, le PAL remporte la mairie de Daejon avec Yum Hong-chul. En février 2012, la députée Park Sun-young se lance dans une grève de la faim pour protester contre le possible rapatriement de réfugiés nord-coréens par la Chine.
En 2012, la popularité du PAL a fortement baissé. Dans les sondages, il n'est crédité que de 2 % des intentions de vote pour les législatives tout comme son leader Lee Hoi-chang pour les présidentielles. Il est finalement absorbé le 25 octobre 2012 par le Parti Saenuri (nouveau nom du Grand parti national).

## Résultats

### Élections législatives
| Année | Voix    | %    | Rang | Élus     |
| ----- | ------- | ---- | ---- | -------- |
| 2008  | 984 751 | 5,72 | 4e   | 18 / 300 |
| 2012  | 474 001 | 2,20 | 4e   | 5 / 300  |